# Ільїн Віктор Іванович
Ві́ктор Іва́нович Ільї́н (рос. Виктор Иванович Ильин; * 1947, Ленінград) — молодший лейтенант Радянської армії, що в 1969 році вчинив замах на Леоніда Брежнєва.

## Біографія
Віктор Ільїн народився в сім'ї алкоголіків, яких згодом позбавили батьківських прав. Виховувався в сиротинці, потім його усиновило бездітне подружжя. 1968 року закінчив Ленінградський топографічний технікум і того ж року був призваний в армію у званні молодшого лейтенанта. Служив у 61-му геодезичному загоні в місті Ломоносов, куди їздив на службу, проживаючи в Ленінграді з названою матір'ю та бабусею.

## Замах
21 січня 1969 року Ільїн був у наряді черговим офіцером. О 7 годині 45 хвилин він украв два пістолети Макарова та чотири магазини до них і дезертирував. Поїхав до Ленінграда, а звідти о 10 годині 40 хвилин вилетів до Москви. Там він зупинився у знайомого міліціонера. Свій приїзд Ільїн пояснив бажанням подивитися на зустріч космонавтів екіпажів кораблів «Союз-4» та «Союз-5», яка мала відбутися наступного дня. У цій зустрічі мав узяти участь Леонід Брежнєв.
Вранці 22 січня Віктор Ільїн вийшов із квартири, одягнувши міліційний плащ із погонами сержанта й кашкет, і попрямував до Кремля, куди його впустили завдяки однострою. Ільїн став у міліційне оточення біля брами в Боровицькій вежі. Чисто випадково він опинився між двох взводів оточення, а тому, як незнайомець, не викликав підозр у міліціонерів. Близько 14.15 у браму в'їхав урядовий кортеж. Ільїн пропустив першу машину. Побачивши, що під'їжджає друга, він ступив крок уперед і відкрив вогонь по лобовому склу автомобіля ЗіЛ-111Г з обох пістолетів (зазвичай машина Брежнєва була в кортежі другою), які перед тим заховав у рукавах плаща. За шість секунд він встиг випустити 16 куль.
У цій машині не було Брежнєва. У ній їхали космонавти Леонов, Ніколаєв, Терешкова та Береговий. Космонавти встигли пригнутися. Пострілами смертельно поранило шофера — Іллю Жаркова. Ніколаєв перехопив кермо й зупинив автомобіль. Берегового поранили скляні осколки, а Ніколаєву куля подряпала спину. Був поранений також мотоцикліст ескорту. Він скерував мотоцикл на Ільїна і збив його, а тоді Ільїна затримали співробітники КДБ.

## Подальша доля
Ільїну висунули звинувачення за п'ятьма статтями Кримінального кодексу СРСР: організація та поширення наклепницьких вигадок, що ганьблять радянський лад; спроба теракту; вбивство; розкрадання зброї; дезертирство з місця служби. Офіційно оголосили, що «провокатор» замахнувся на космонавтів. Ільїн справив на слідчих враження психічно хворої людини. Його визнали неосудним і в травні 1970 року помістили в Казанську спеціальну психіатричну лікарню, де утримували в цілковитій ізоляції, в одиночній палаті площею 4,2 квадратного метра.
У 1988 році Ільїна, завдяки клопотанню матері, перевели до Ленінградської психіатричної лікарні № 3 імени Скворцова-Степанова.
1990 року, згідно з рішенням Військової колегії Верховного суду СРСР, Віктора Ільїна випустили на волю. Він одержав однокімнатну квартиру в Ленінграді, де й проживає. Отримує пенсію як інвалід. Оскільки Ільїн не був формально звільнений із армії, то він зумів через суд домогтися виплати, згідно з лікарняним листком, за двадцять років. Віктор Ільїн стверджує, що не шкодує ні за чим, окрім за смерть невинного шофера, а також за прикрощі, які спіткали його друзів.

## Мотиви замаху
Теоретичним обґрунтуванням дій Ільїна можна вважати лист, надісланий як пропозиція до зміни Конституції СРСР до Верховної ради СРСР у 1977 році. (під час обговорення проекту цієї «брежнєвської» конституції: 
|  | Кожен член суспільства має право на терористичний акт у випадку, якщо партія і уряд ведуть політику, яка не відповідає Конституції. |

Дані, зібрані в ході слідства, дозволяють припускати в його діях неймовірне переплетення політичних та особистих мотивів. Він був критично налаштований до системи партійної влади в СРСР. Зокрема, стверджував, що комсомол себе зжив, засуджував вторгнення радянських військ у Чехословаччину, в позитивному тоні відгукувався про військові перевороти у країнах Третього світу. З іншого боку, відомо, що він захоплювався Лі Гарві Освальдом: 
|  | Всього один постріл - і знаменитий на весь світ. |

 Незадовго перед замахом він дізнався таємницю свого народження, що було для нього шоком, і, крім того, посварився з коханою дівчиною, якій при розлученні сказав: «Ти ще почуєш про мене!» У той же час співробітники відзначали його непрофесіоналізм як топографа і низькі службові якості як офіцера.

Філософ Олександр Зінов'єв пов'язує замах із настроями, які тоді панували в радянському суспільстві, викликаними 
|  | порушенням принципу відповідності інтелектуального рівня керівництва суспільством та інтелектуального рівня керованого ним населення. Ось цей останній виріс колосально, а перший залишився майже тим же, що і в сталінські роки. В особі Брежнєва радянські люди бачили маразматика на вершині влади з непомірно роздутим марнославством. Багато людей почувалися скривдженими тим, що доводилося підкорятись такому дурному і аморального керівництву. Саме це почуття спонукало лейтенанта Ільїна вчинити замах на Брежнєва — символ розвиненого соціалізму. |

 Н. А. Зенькович, автор книжки «Покушения и инсценировки. От Ленина до Ельцина», вказує, що в період перебудови на хвилі антибрежнєвської викривальної кампанії Ільїна намагалися представити як мученика, жертву режиму, тим більше, що засідання Військової колегії Верховного Суду СРСР було організовано як виїзне (єдиний випадок) у лікарні № 3 імені Скворцова-Степанова.

## Версія провокації
Уже 21 січня командування частини повідомило про зникнення офіцера з двома зарядженими пістолетами, причому було відомо, що він вилетів до Москви (знайшли запис у зошиті: «Дізнатися, коли рейс на Москву … Якщо летять, брати … йти на чергування … все знищити»). Наступного ранку знайомий Ільїна повідомив, що той має намір проникнути в Кремль і вкрав міліційну форму. Однак незважаючи ні на це повідомлення, ні на осінньо-весняну форму одягу, ні на специфічну, легко впізнавану зовнішність (Ільїн був смаглявий і скидався на цигана, тому-то з дитинства мав прізвисько «Копчений»), Ільїна не затримали. Крім того, Брежнєв виявився поза небезпекою: його пересадили в закритий лімузин, який в'їхав до Кремля окремо від кортежу, через Спаські ворота (за іншими відомостями, однак, лімузин Брежнєва в'їхав до Кремля у складі кортежу, але в його хвості).

## Відображення замаху у суспільній свідомості
Замовчати те, що сталося, влада не могла — зокрема, тому, що зустріч космонавтів транслювали в прямому телевізійному ефірі; трансляція була несподівано перервана, і всі ознаки показували, що сталося щось надзвичайне.
День по тому опублікували повідомлення ТАРС, яке ствердило, що хтось стріляв у космонавтів, а проте, згідно з враженнями західних кореспондентів, в СРСР ніхто не сумнівався, що об'єктом замаху був саме Брежнєв. Ходили різні чутки: казали, що вчинили замах двоє; що стріляли з ручного кулемета (версії, очевидно, виникли завдяки прискореній стрільбі); що той, хто вчинив замах був євреєм (через специфічну зовнішність Ільїна). В цілому, за західними оцінками, населення поставилося до замаху байдуже. На цю тему придумували анекдоти, доволі співчутливі Ільїну та його ідеї. Ось деякі з них:
— Щось дуже довго у пресі нічого немає про долю Ільїна?

— Шукають молодшого брата, який сказав: «Ми підемо іншим шляхом!»

…

На допиті:
— І нічого ти не добився, а себе погубив.

— А ти спробуй влучи, коли кожен лізе: «Дай-но краще я!»

…

Про пригоду розповіли Будьонному.

— Ну і як, влучив?

— Ні, Семене Михайловичу.

— Я ж завжди казав: треба шаблею!